# Marmon
Marmon è stata una casa automobilistica statunitense attiva dal 1902 al 1933 a Indianapolis.

## Storia
La Marmon venne fondata come Nordyke Marmon & Company nel 1851 per la produzione di macchinari per le macine da farina di mulini e allargandosi in seguito ad altri macchinari. Una piccola produzione di automobili sperimentali cominciò nel 1902, con un motore V2 raffreddato ad aria e l'anno successivo con un V4 sempre raffreddato ad aria, seguiti da pionieristici motori V6 e V8, stabilizzando poi la produzione su più convenzionali motori in linea raffreddati ad acqua. Le Marmon si guadagnarono presto la reputazione di macchine di alto livello, affidabili e veloci. 
Dal modello "32" del 1909 derivò la “Wasp" (Vespa), vincitrice della prima edizione della 500 miglia di Indianapolis nel 1911.

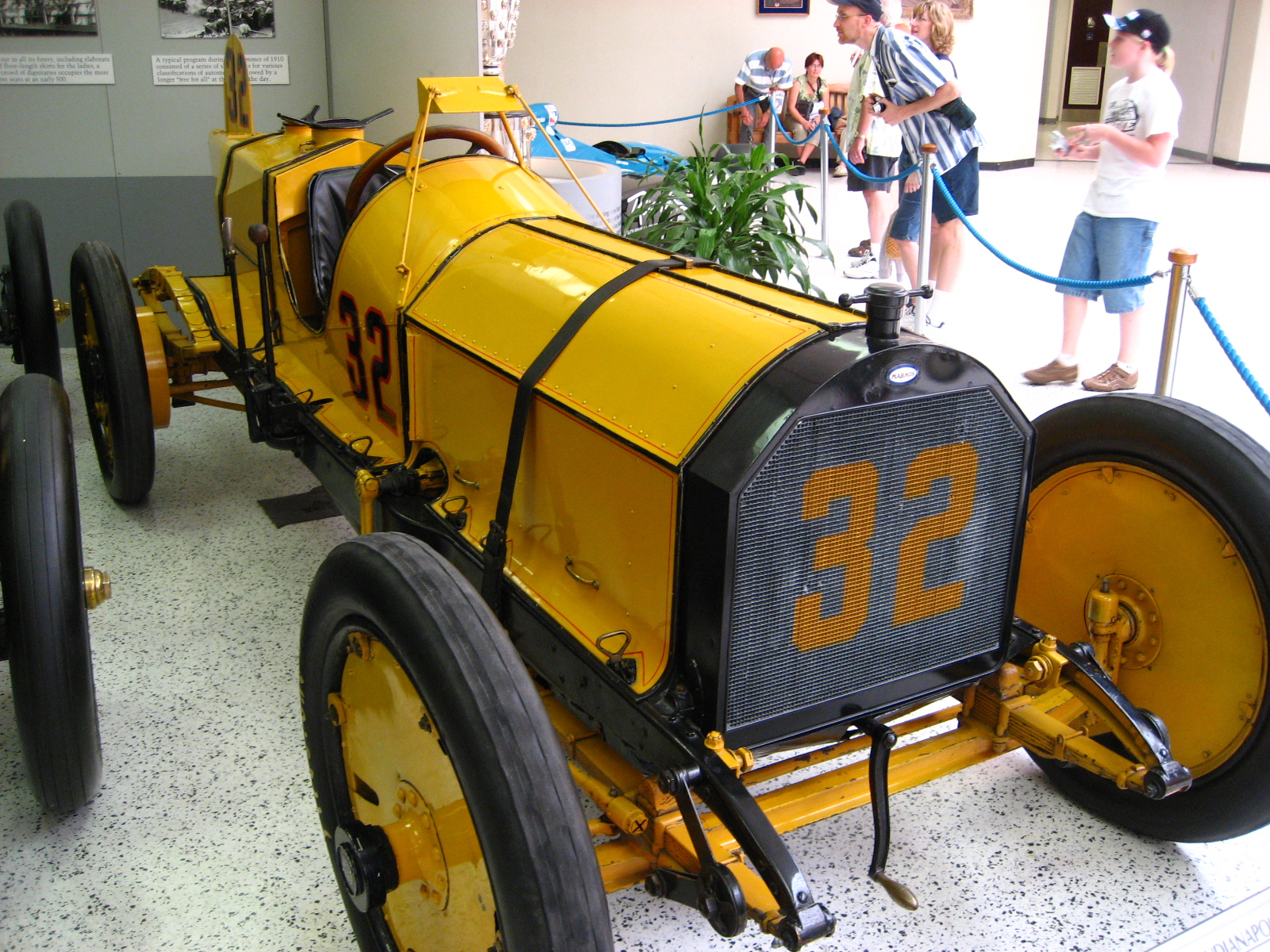
Marmon "Wasp", 1911

 La Marmon Wasp venne progettata dall'ingegnere capo Ray Harroun che ne fu anche il pilota. La Wasp era una grossa vettura dal peso a vuoto di 1.748 kg e quasi 2.000 con carburante e pilota, ben oltre il minimo di 1.050 kg previsto dal regolamento. Era dotata di un motore a 6 cilindri in linea di 7.820 cm³ per una potenza, mai dichiarata, valutabile oltre i 100 CV. 
L'aspetto più interessante era la carrozzeria per le pionieristiche soluzioni aerodinamiche come la coda affusolata e dotata di timone stabilizzatore e dischi in metallo applicati alle ruote a raggi. Ma la cosa più importante fu che era a un solo posto, infatti si può considerare la prima monoposto da competizione della storia, e questo suscitò il reclamo dei rivali considerando pericolosa l'assenza del meccanico che all'epoca aveva anche la funzione di copilota avvertendo il guidatore nel caso del sopraggiungere di altre macchine. Harroun ovviò a questo inconveniente applicando sopra e davanti al volante uno specchio e in questo modo inventò il primo specchio retrovisore per automobili.
La produzione di serie continuò con il modello “48” del 1913, dotata di motore a 6 cilindri di 9.382 cm³, proposta nelle versioni a due, quattro o cinque posti ed una limousine a sette posti a prezzi variabili dai 5.000 dollari delle versioni base a 6.450 dollari per le limousine di lusso dotate di ogni accessorio (per paragone il prezzo medio di un'auto americana dell'epoca era di 4.250 dollari).
Per il modello "34" del 1916 venne utilizzato un 6 cilindri in linea con basamento in alluminio, ed in alluminio erano anche parti di carrozzeria e telaio fino a ridurne peso complessivo a soli 1495 kg.
Nuovi modelli furono presentati nel 1924, sostituendo la longeva "34", mentre la società stava affrontando problemi finanziari, e nel 1926 fu riorganizzata come Marmon Motor Car Co.
Nel 1929 Marmon presentò una macchina dal prezzo inferiore ai 1000 $,  una 8 cilindri in linea, la "Roosevelt", ma il crollo della borsa del 1929 stava creando grandi problemi alla società. 

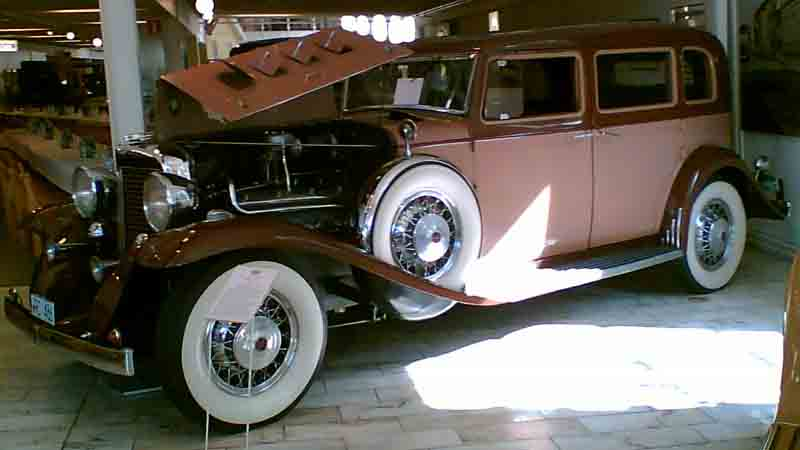
Marmon serie 16, 1933

Howard Marmon aveva cominciato a lavorare sul primo motore V16 del mondo già nel 1927, ma non fu in grado di completare la produzione della "Sixteen" fino al 1931. Nel frattempo la Cadillac aveva già presentato il suo modello V-16, progettata da un ex ingegnere della Marmon, Owen Nacker. Anche la Peerless stava sviluppando il suo V16 con l'aiuto di un altro ex ingegnere della Marmon, James Bohannon.
La Sixteen fu prodotta per soli tre anni in 400 esemplari. Era dotata di un motore da 491 in³ (8 litri) con una potenza di 200 hp.
La Marmon cessò la produzione di automobili nel 1933, l'anno peggiore della Grande depressione che ridusse drasticamente il mercato delle auto di lusso.
La Marmon continuò a fabbricare componenti per altri produttori automobilistici e di autocarri fino a quando nella Marmon Car Company entrò in società il Col. Arthur Herrington, un ex ingegnere militare.  La nuova società venne chiamata Marmon-Herrington, specializzandosi nella trasformazione a trazione integrale di veicoli ad uso militare e civile sulla base di autocarri di altri produttori, principalmente Ford.

## Modelli prodotti
| Modello       | Anni      | Motore  | Potenza                | Passo        |
| ------------- | --------- | ------- | ---------------------- | ------------ |
| Model A       | 1904      | 4 cil.  | 20 bhp (14,7 kW)       | 2134 mm      |
| Model B       | 1905      | 4 cil.  | 20 bhp (14,7 kW)       | 2286 mm      |
| Model C       | 1906      | 4 cil.  | 24 bhp (17,6 kW)       | 2286 mm      |
| Model D       | 1906      | 4 cil.  | 30 bhp (22 kW)         | 2286 mm      |
| Model C-7     | 1907      | 4 cil.  | 24 bhp (17,6 kW)       | 2438 mm      |
| Model F       | 1907      | 4 cil.  | 35 bhp (25,7 kW)       | 2642 mm      |
| Model G       | 1908      | 4 cil.  | 40 bhp (29 kW)         | 2642 mm      |
| Model H       | 1908      | 4 cil.  | 50 bhp (37 kW)         | 2896 mm      |
| Model 45      | 1909      | 4 cil.  | 60 bhp (44 kW)         | 2997 mm      |
| Model 50      | 1909      | 4 cil.  | 60 bhp (44 kW)         | 2997 mm      |
| Model 32      | 1909–1914 | 4 cil.  | 32–40 bhp (23,5–29 kW) | 2845–3048 mm |
| Model 48      | 1913–1915 | 6 cil.  | 48 bhp (35,3 kW)       | 3683 mm      |
| Model 41      | 1914–1916 | 6 cil.  | 41–43 bhp (30–31,6 kW) | 3353 mm      |
| Model 34      | 1916–1924 | 6 cil.  | 34–84 bhp (25–62 kW)   | 3454 mm      |
| Model 74      | 1925–1926 | 6 cil.  | 84 bhp (62 kW)         | 3454 mm      |
| Little Marmon | 1927      | 8 cil.  | 64 bhp (47 kW)         | 3327 mm      |
| Model 75      | 1927–1928 | 6 cil.  | 84 bhp (62 kW)         | 3454 mm      |
| Model 68      | 1928–1929 | 8 cil.  | 42–76 bhp (31–56 kW)   | 2896 mm      |
| Model 78      | 1928–1929 | 8 cil.  | 86 bhp (63 kW)         | 3048 mm      |
| Model 69      | 1930      | 8 cil.  | 76 bhp (56 kW)         | 2997 mm      |
| Model 79      | 1930      | 8 cil.  | 107 bhp (79 kW)        | 3175 mm      |
| Big 8         | 1930      | 8 cil.  | 125 bhp (92 kW)        | 3454 mm      |
| Model 70      | 1931      | 8 cil.  | 84 bhp (62 kW)         | 2870 mm      |
| Model 88      | 1931      | 8 cil.  | 125 bhp (92 kW)        | 3302–3454 mm |
| Sixteen       | 1931–1933 | 16 cil. | 200 bhp (147 kW)       | 3683 mm      |
| Model 8-125   | 1932      | 8 cil.  | 125 bhp (92 kW)        | 3175 mm      |